# 안드로메다자리 카파 b

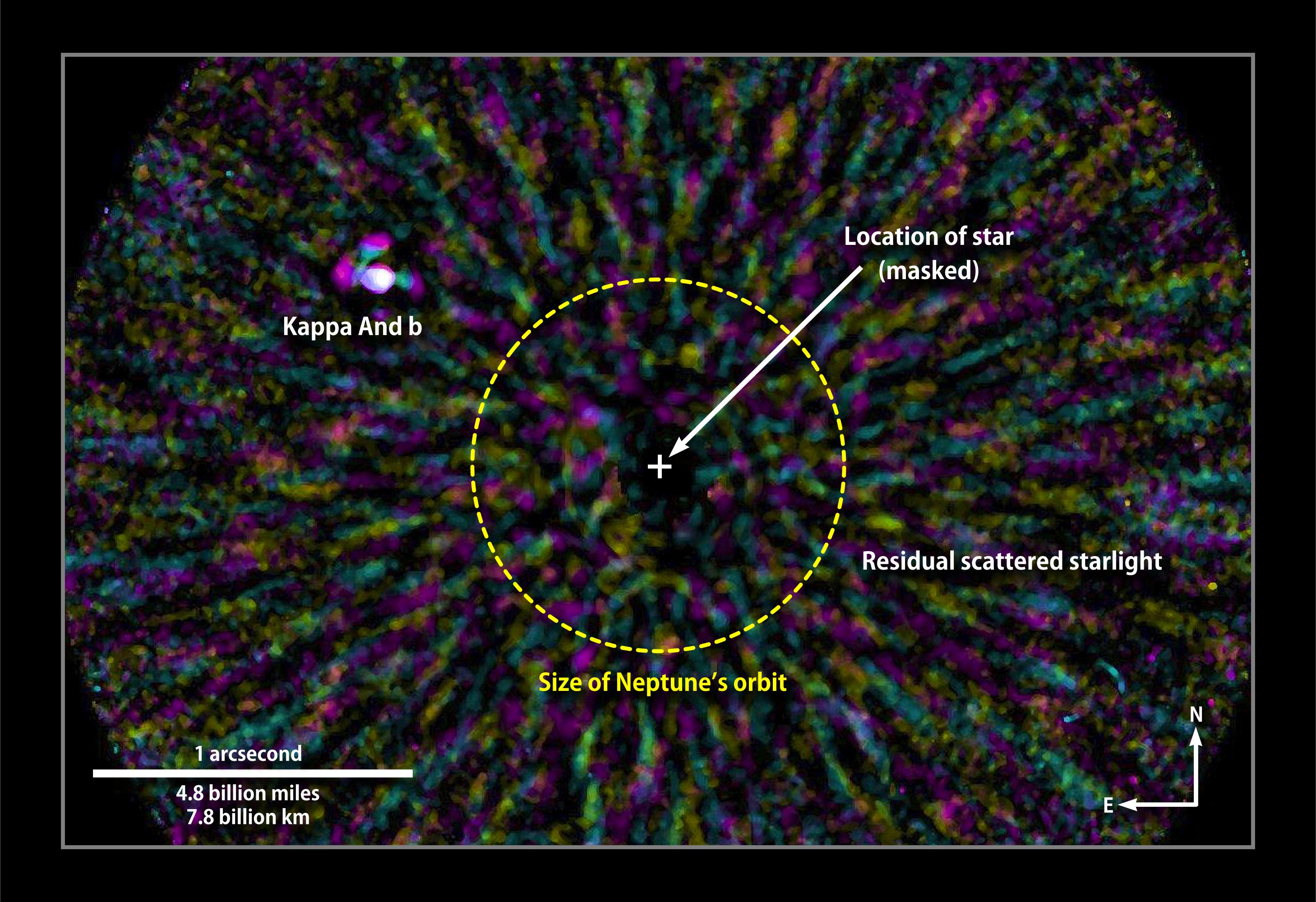

안드로메다자리 카파 b는 지구로부터 170광년 떨어져 있는 안드로메다자리 카파를 돌고 있는 천체이다. 대다수의 외계 행성들과는 달리 b는 스바루 망원경으로 사진을 직접 찍어 존재가 입증된 천체이다. b의 질량은 목성의 약 13배로 천문학자들은 이 천체가 외계 행성인지 갈색 왜성인지에 대해 논쟁을 벌이고 있다. 다만 그 질량을 고려하여 슈퍼목성으로 부르는 부류도 있다.

## 발견
하와이 마우나케아 산에 있는 스바루 망원경을 이용, 천문학자들은 SEED 서베이를 통해 근적외선 영역에서 안드로메다자리 카파를 돌고 있는 천체의 사진을 찍었다. 2012년 1월~7월 사이 스바루 망원경으로 4개의 별개 적외선 파장을 사용하여 안드로메다자리 카파를 관측했고 일곱 달 동안의 사진들을 비교하여 연구팀은 안드로메다자리 카파와 안드로메다자리 카파 b는 중력적으로 묶여 있음을 입증했다.
7개월간 찍은 사진들 및 스바루 팀이 얻은 다른 자료들을 통해 이 '슈퍼목성'에 대한 몇몇 자세한 것이 밝혀졌다. 이 천체의 질량은 대략 목성의 12.8배이며 중심별의 질량은 태양의 2.4~2.5배였다. 카파 b의 표면 온도는 약 1,700켈빈으로 만약 우리가 이 천체를 가까이서 본다면 불그스름하게 빛나는 것처럼 보일 것이다. 이처럼 온도가 높은 이유는 질량이 큰만큼 태어났을 때의 내부열을 많이 간직하고 있기 때문이다. 어머니 별로부터 카파 b가 떨어진 거리는 태양~해왕성 간격의 약 1.8배이다.

## 행성인가, 갈색 왜성인가?
안드로메다자리 카파 b가 가스 행성인지 갈색 왜성인지는 확실하지 않다. 카파 b의 질량은 중수소를 태울 수준은 되나 수소-1을 태우지는 못한다. 보편적으로 인정받는 행성 탄생 모형에 따르면 갈색 왜성이 될 수 있는 질량 하한선은 목성의 13배 정도이다. 안드로메다자리 카파 b의 질량은 목성의 12.8배 정도로 중심핵에서 중수소를 태우기에는 다소 작아 보인다. 그러나 NASA 소속 마이클 맥얼웨인은 "카파 b가 행성임이 확실한 것은 아니며 다른 견해로는 b를 갈색 왜성으로 생각할 수도 있습니다."라고 말했다. 이 천체의 밝기를 분석했을 때 적외선 영역의 색채가 다른 가스 행성들과 유사했으며 이로써 카파 b는 갈색 왜성이라기보다는 무거운 행성이라는 학설에 더 무게가 간다. 또한 카파 b는 원시행성계원반에서 생겨난 것으로 추측되며 이는 b가 행성임을 지지한다. 그러나 정확히 b가 둘 중 어디에 속하는지는 결정되지 않았으며 천문학자들은 정확한 사실이 밝혀지기 전까지 이 천체의 애매한 성질을 표현하는 '슈퍼목성' 명칭을 사용할 것이다.

## 의의
안드로메다자리 카파 b의 발견은 현대 항성 이론에 충격을 주었다. 천체물리학자들은 원시행성계 원반에서 자식을 키울 수 있는 어머니 별 질량 상한선이 어디까지인지 확실히 알지 못했다. 다만 b의 발견으로 태양의 2.5배 정도로 꽤 무거운 항성도 행성을 거느릴 수 있음이 증명되었다. 만약 b가 행성으로 판명나면 직접 사진을 찍어 발견한 몇 안 되는 외계 행성 중 하나로 기록될 것이다. 반대로 b가 갈색 왜성일 경우 가장 작은 갈색 왜성으로 기록될 것이다.